# Калкман, Корнелис
Корнелис (Кес) Калкман (нидерл. Cornelis (Kees) Kalkman; 1928—1998) — нидерландский ботаник, специалист по растениям из семейства Розовые.

## Биография
Корнелис Калкман родился 5 мая 1928 года в городе Делфт. Учился в Лейденском университете. С 1956 года Кес работал в Лесной службе в нидерландской колонии Холландии (ныне — Порт-Нумбай, Новая Гвинея). В 1958 году переехал в Маноквари. Он неоднократно путешествовал по Новой Гвинее, в 1959 году вернулся в Нидерланды. Там он стал работником Национального гербария в Лейдене. В 1965 году Калкман защитил диссертацию по азиатским видам сливы и стал доктором философии. В 1972 году он стал профессором и директором Гербария. В 1991 году Корнелис стал почётным доктором наук, на должности директора Гербария его сменил Питер Бас. Затем Калкман на протяжении нескольких лет работал над книгой о ядовитых и лечебных растениях. 19 января 1998 года он скоропостижно скончался. Книга была доработана ботаниками Рудом ван дер Мейденом и Марейке Наутой и издана в 2003 году под названием Planten voor dagelijks gebruik.

## Виды, названные в честь К. Калкмана
- Abarema kalkmanii Kosterm., 1966 [syn.  Archidendron kalkmanii (Kosterm.) I.C.Nielsen, 1985]
- Dimorphanthera kalkmanii Sleumer, 1961
- Homalomena kalkmanii A.Hay, 1999
- Lithocarpus kalkmanii S.Julia & Soepadmo, 1998
- Myristica kalkmanii W.J.de Wilde, 1995
- Santiria kalkmaniana Kochummen, 1994
- Sphaerostephanos kalkmanii Holttum, 1982